# エミ・マイヤー
エミ・マイヤー（Emi Meyer、1987年 - ）は、日本とアメリカ合衆国を拠点に活動するシンガー・ソングライター、ピアニストである。

## 経歴
1987年、京都府で生まれた。アメリカ人の父親と日本人の母親を持つ。生後1年足らずでシアトルに移住した。6歳からクラシック・ピアノを学び、高校でジャズ・ピアノを始めた。ロサンゼルスの大学に進学し、民族音楽学を専攻した。
2007年、シアトル・神戸ジャズ・ボーカリスト・コンペティションで優勝した。同年、アルバム『キュリアス・クリーチャー』を発表。同作は 日本では2009年に発売された。
2010年、Shing02との共作によるアルバム『パスポート』をリリースした。2011年に『スーツケース・オブ・ストーンズ』、2013年に『ギャラクシーズ・スカート』をリリースした。2014年には、永井聖一とのコラボレーション・アルバム『エミ・マイヤーと永井聖一』がリリースされた。2015年、ジャズ・スタンダード集『モノクローム』をリリースした。

## ディスコグラフィー

### アルバム
- キュリアス・クリーチャー（2009年）
- パスポート（2010年）
- スーツケース・オブ・ストーンズ（2011年）
- ギャラクシーズ・スカート（2013年）
- エミ・マイヤーと永井聖一（2014年） (「エミ・マイヤーと永井聖一」名義)
- モノクローム（2015年）
- ウイングス（2019年）

### EP
- LOL（2012年）

### シングル
- Jamaica Song（2009年） (Emi Meyer with Cool Wise Man)
- 庭園（2009年）
- 君に伝えたい（2009年）
- 登り坂（2010年）
- A Summer Song（2010年） (Emi Meyer & The Shanghai Restoration Project)
- Birthday Wish（2011年） (Emi Meyer & The Shanghai Restoration Project)
- オン・ザ・ロード（プリウス・ヴァージョン）（2011年）
- オン・ザ・ロード（プリウス・ジャパニーズ・ヴァージョン）（2012年）
- ギャラクシーズ・スカート（2012年）
- LOL (Shanghai Restoration Project Remix)（2013年）
- Da Dance! ENCORE（2014年）
- Everything This Christmas（2014年）
- 咲くこころ（2015年）
- フライ・ミー・トゥ・ザ・ムーン（2015年）

### 参加作品
- REQUEST（2015年） - 「光あれ」（冨田ラボ feat. Emi Meyer名義）収録。